# Tweede Slag bij Aboekir
De Tweede Slag bij Aboekir vond plaats op 8 maart 1801 in de Baai van Aboukir, nabij de Middellandse Zeekust in Egypte, tijdens de Franse expeditie naar Egypte.
Een Brits leger van 5.000 soldaten onder leiding van generaal Ralph Abercromby landde op de kust van Aboekir om een 2.000 man sterkte eenheid van het Franse leger, onder leiding van generaal Louis Friant te verjagen.
Na een kort, maar hevig gevecht werden de Franse troepen vernietigend verslagen.